# O Turco

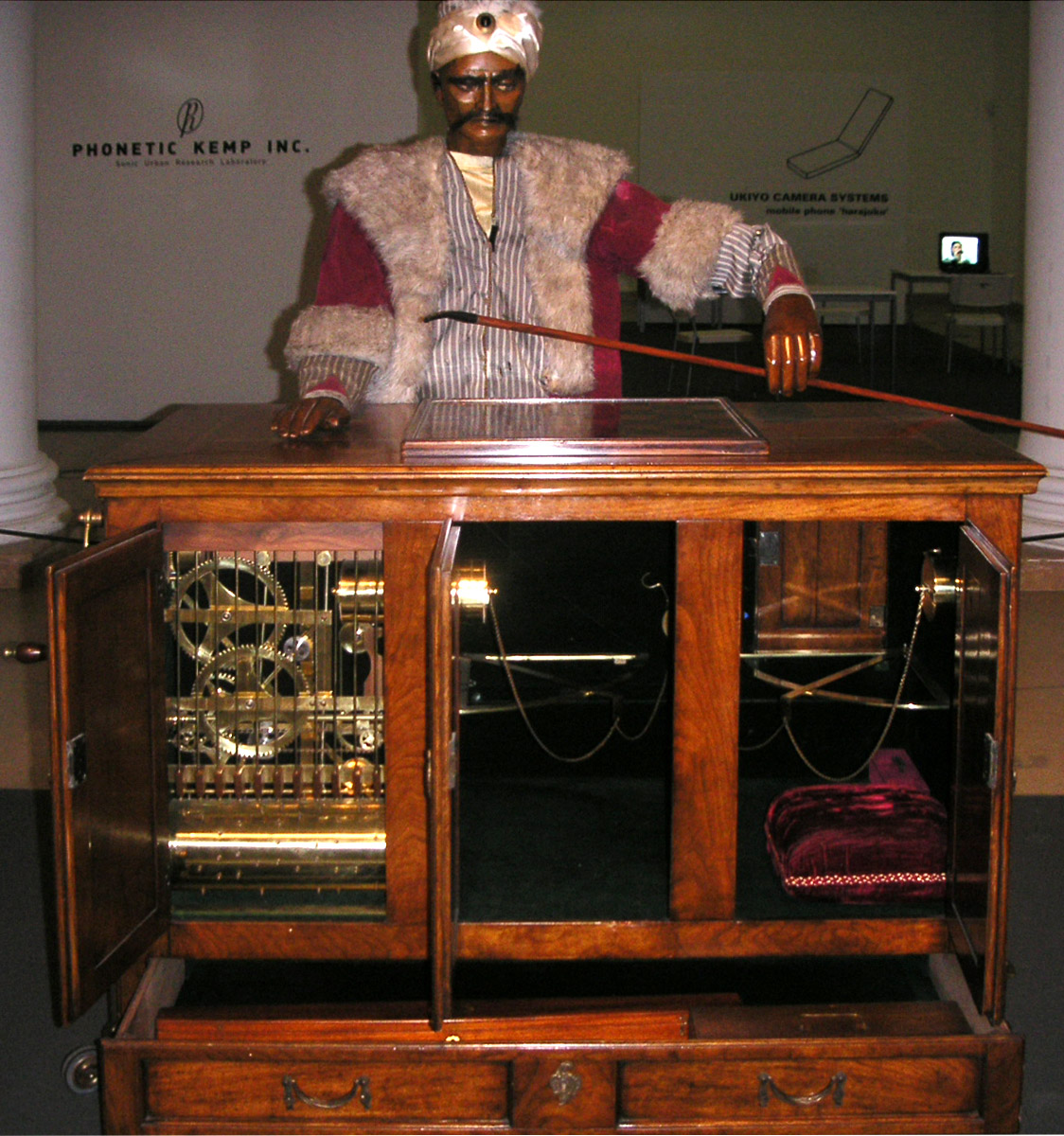
Reconstrução do autômato.

O Turco foi uma máquina de jogar xadrez supostamente provida de inteligência artificial construída na segunda metade do século XVIII. De 1770 até sua destruição num incêndio em 1854, foi exibido por vários proprietários como um autômato, apesar de o seu funcionamento ter sido revelado no início da década de 1820 como um elaborado hoax. Construído em 1770 por Wolfgang von Kempelen (1734–1804) para impressionar a Imperatriz Maria Teresa da Áustria, o mecanismo parecia ser capaz de jogar um partida contra um forte oponente humano, assim como executar o problema do cavalo, onde o Cavalo deve ser movimentado no tabuleiro de modo a ocupar cada casa somente uma vez.
O Turco era na verdade uma ilusão mecânica que permitia a um jogador de xadrez escondido operar a máquina. Com um operador habilidoso, venceu a maioria dos jogos que disputou durante suas demonstrações pela Europa e América por quase 84 anos, incluindo desafiantes famosos como Napoleão Bonaparte e Benjamin Franklin. Embora muitos suspeitassem de um operador humano escondido, o hoax foi inicialmente revelado somente na década de 1820 por Robert Willis.
A máquina foi a inspiração para outros autômatos falsos como o Ajeeb e o Mephisto, e para el Ajedrecista que foi a primeira máquina capaz de executar com precisão um final de partida do xadrez. O Turco também foi tema de peças de teatro, filmes e de livros de ficção científica, sendo a trama principal do enredo em duas ocasiões.

## Construção
Kempelen foi inspirado a construir O Turco após ter ido à corte de Maria Teresa da Áustria no Palácio de Schönbrunn, onde François Pelletier estava apresentando um espetáculo de ilusionismo. Uma troca após a apresentação resultou em Kempelen prometendo retornar ao palácio com uma invenção que iria superar os ilusionistas.
O resultado do desafio foi o autômato jogador de xadrez, conhecido na atualidade como O Turco. A máquina consiste em um manequim em tamanho real de uma cabeça e torso, com uma barba negra e olhos cinza, e vestido com uma túnica turca e um turbante – “o costume tradicional”, de acordo com o jornalista e autor Tom Standage, “de um mágico oriental.” Seu braço esquerdo segura um longo cachimbo de tabaco turco enquanto descansa, e seu braço direito repousa sobre o topo de um grande gabinete. que media aproximadamente três pés e meio (110 cm) de comprimento, dois pés (60 cm) de largura e dois pés e meio (75 cm) de altura. No topo do gabinete ficava o tabuleiro que media dezoito polegadas (aproximadamente 45 cm) quadradas. A frente do gabinete consistia de três portas, uma gaveta que podia ser aberta para revelar um conjunto de peças de xadrez em marfim branco e vermelho.
O interior da máquina era muito complicado e projetado para enganar os observadores. Quando aberta a esquerda, as portas frontais do gabinete revelavam um sistema de engrenagens similar ao mecanismo de um relógio. A seção foi projetada de modo que as portas traseiras do gabinete eram abertas ao mesmo tempo para que pudessem ver através da máquina. O outro lado do gabinete não continha maquinarias, ao invés uma almofada vermelha e algumas partes móveis, assim como estruturas em latão. Também era projetada de modo a prover uma clara linha de visão através da máquina. Sob as roupas do manequim turco, outras duas portas ficavam escondidas. Também ficavam expostos os mecanismos de um relógio que provinham uma visão desobstruída através da máquina. O projeto permitia ao apresentador da máquina abrir todas as portas disponíveis para o público, mantendo a ilusão.
Tanto o mecanismo de relógio visível no lado esquerdo da máquina quanto a gaveta que guardava o conjunto de peças não se estendia por completo até o fundo gabinete, ao invés estes avançavam até somente um terço do caminho. Um assento móvel também instalado permitia ao operador dentro da máquina se esconder dos observadores quando o apresentador abria várias portas.

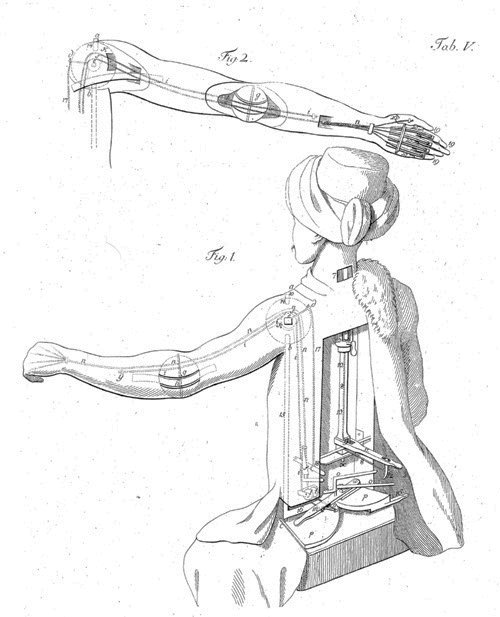
Uma ilustração do funcionamento do modelo. Esta é uma medição distorcida baseada nos cálculos de Racknitz, mostrando um desenho impossível em relação a atual dimensão da máquina.

 O tabuleiro no topo do gabinete era fino o suficiente para permitir uma ligação magnética. Cada peça de xadrez tinha um pequeno, porém forte imã em sua base, e quando eram colocadas sobre o tabuleiro as peças seriam atraídas ao imã amarrado a um fio sob os lugares específicos no tabuleiro. Isto permitia ao operador dentro da máquina ver que peças eram movidas no tabuleiro. Embaixo do tabuleiro havia os números correspondentes de, 1 a 64, permitindo ao operador a ver casas do tabuleiro que eram afetadas pelo movimento do oponente. Os imãs internos eram posicionados de modo que forças magnéticas externas não influenciassem as peças, e Kempelen permitiria que algumas vezes um imã maior ficasse ao lado do tabuleiro numa tentativa de mostrar que a máquina não era influenciada pelo magnetismo.
Como outro método de distração, o Turco vinha com uma pequena caixa de madeira semelhante a um caixão que o apresentador colocava no topo do gabinete. Enquanto Johann Nepomuk Mälzel, um proprietário posterior da máquina, não utilizava a caixa, Kempelen algumas vezes espreitava dentro da caixa durante a partida, sugerindo que esta controlava algum aspecto da máquina. Alguns acreditavam que a máquina tinha poderes sobrenaturais, como Karl Gottlieb Von Windisch que escreveu em seu livro Inanimate Reason (1784):
| “ | Uma senhora, em particular, que não havia esquecido as lendas que lhe foram contadas quando jovem … veio e se escondeu no assento da janela, o mais distante que podia do "espírito maligno" que ela firmemente acreditava ter possuído a máquina. | ” |

O interior continha também um tabuleiro provido de furos conectado a uma série de alavancas pantográficas que controlavam o braço esquerdo do manequim. O ponteiro de metal no pantógrafo movia o interior do tabuleiro, e permitia simultaneamente mover o braço do Turco sobre o tabuleiro no gabinete. O alcance do movimento permitia ao operador do braço do Turco subir e descer, e movendo a alavanca abria e fechava a mão, permitindo segurar as peças no tabuleiro. Tudo isso era realizado pelo operador sob a luz de uma simples vela, que tinha um sistema de ventilação através do manequim, que, na hora da ventilação, "cachimbava". Outras partes da máquina permitiam que o mecanismo semelhante ao de um relógio soasse um sino quando o Turco realizasse um movimento e para que o Turco pudesse fazer várias expressões faciais, aumentando o efeito da ilusão da máquina. . Um sintetizador de voz foi posteriormente incluído após a aquisição de Mälzel, permitindo que a máquina dissesse Échec! (em francês) para anunciar o xeque durante as partidas.
Um operador dentro da máquina tinha também ferramentas para ajudar na comunicação com o apresentador no lado de fora. Dois discos de latão equipados com números eram posicionados opostos um ao outro no interior e exterior do gabinete. Uma varinha podia girar os discos para o número desejado, que funcionava como um código entre os dois.

## Exibições
O Turco fez sua exibição inicial no Palácio Schönbrunn em 1770, quase seis meses após a apresentação de Pelletier. Kempelen se dirigiu a corte, apresentando o que havia construído, e começou a demonstração da máquina e de suas partes. Como em todas as exibições do Turco, Kempelen começou por abrir as portas e gavetas do gabinete, permitindo que os espectadores inspecionassem a máquina. Em seguida, Kempelen anunciava que máquina estava pronta para um desafiante.

O problema do cavalo, conforme resolvido pelo Turco. A solução fechada permite que o problema seja solucionado de qualquer casa inicial do tabuleiro.

 Kempelen informava ao desafiante que o Turco utilizaria as peças brancas e teria o primeiro movimento. Entre os movimentos o Turco manteria o braço esquerdo na almofada e acenaria duas vezes com a cabeça se ameaçasse a Dama adversária, e três vezes se colocasse o Rei em xeque. Se o oponente realizasse um movimento ilegal, o Turco agitaria sua cabeça e moveria a peça de volta e faria seu próprio movimento, forçando assim o oponente a abdicar de seu movimento. Louis Dutens, um viajante que observava uma exibição do Turco, tentou enganar a máquina “movendo a Dama como o Cavalo, mas meu oponente mecânico não podia ser coagido; ele pegou minha Dama e a recolocou no lugar de onde eu a havia movido.” Durante a exibição Kempelen atravessava a sala e convidava observadores a trazerem magnetos, ferro, e substância imantadas para testar se o gabinete era movido por uma forma de magnetismo ou pesos. A primeira pessoa a enfrentar o Turco foi o Conde Ludwig von Coblenz, um cortesão do palácio. Entre outros desafiantes do dia, ele foi rapidamente derrotado, com os observadores da partida declarando que a máquina jogava com agressividade, e tipicamente derrotava seu oponente dentro de trinta minutos. Outra parte das exibições do Turco consistia em completar o problema do cavalo, um conhecido problema de xadrez. O problema consiste em mover o cavalo através do tabuleiro, passando somente uma vez por cada casa durante o percurso. Enquanto a maioria dos jogadores experientes da época ainda tinha dificuldade em resolver o problema, o Turco era capaz de completá-lo sem dificuldade iniciando em qualquer casa do tabuleiro, no qual o operador utilizava um cartão perfurado para mapear uma das soluções fechadas possíveis.
O Turco tinha também a habilidade de conversar com os espectadores utilizando um tabuleiro com letras. O operador, cuja identidade durante o período que Kempelen se apresentava com a máquina no palácio Schönbrunn é desconhecida, era capaz de se comunicar em inglês, francês e alemão. Carl Friedrich Hindenburg, um universitário matemático, manteve um registro das conversas durante as exibições do Turco em Leipzig e publicou as em 1789 como Über den Schachspieler des Herrn von Kempelen und dessen Nachbildung. Tópicos das questões colocadas e respondidas pelo Turco incluíam idade, estado civil.

## Turnê pela Europa
Após sua estreia, o interesse pela máquina cresceu na Europa. Kempelen, entretanto, estava mais interessado em seus outros projetos e evitava exibir o Turco, algumas vezes mentindo sobre o status de reparo da máquina para potenciais desafiantes. Von Windisch escreveu em algum ponto que Kempelen "se recusava as súplicas de seus amigos, e uma multidão de curiosos de vários países, a satisfação de ver sua famosa máquina". Nas décadas seguintes a sua estreia no palácio Schönbrunn o Turco enfrentou somente um oponente, Sir Robert Murray Keith, um nobre escocês, tendo Kempelen desmontado a máquina por completo após a partida. Na época disse que sua invenção era uma "mera bagatela" e não estava satisfeito com sua popularidade preferindo continuar trabalhando em máquinas a vapor e máquinas que replicassem a voz humana.

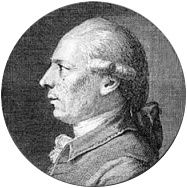
François-André Danican Philidor venceu uma partida contra o Turco em Paris, no ano de 1793.

 Em 1781, o imperador José II ordenou que Kempelen reconstruísse a máquina e a levasse para Viena para a visita de estado do Grão-Duque Paulo I da Rússia e sua esposa. A exibição foi um sucesso tão grande que o Grão-Duque sugeriu uma turnê pela Europa com o Turco, um pedido que Kempelen relutantemente aceitou.
O Turco começou sua turnê européia em 1783, começando pela França em abril. Uma parada em Versailles precedeu a exibição em Paris, onde o Turco perdeu uma partida para Charles Godefroy de La Tour d'Auvergne, o Duque de Bouillon. Sobre sua chegada em Paris em maio de 1783, foi exibido para o público e jogou com uma variedade de oponentes. Após as exibições em Versailles, cresceu o interesse de uma partida com François-André Danican Philidor, que era considerado o melhor enxadrista de sua época. No Café de la Régence, a máquina disputou muitas partidas contra jogadores habilidosos, algumas vezes perdendo (por exemplo, para Bernard e Verdoni.), até conseguir uma partida contra Philidor na Academia Francesa de Ciências. Philidor venceu a partida, embora tenha considerado a partida "a mais cansativa que já havia disputado!" A partida final do Turco em Paris foi contra Benjamin Franklin, que estava servindo como embaixador dos Estados Unidos da América na França. Benjamin de acordo com o relatado apreciou a partida com o Turco e ficou interessado pela máquina pelo resto de sua vida, mantendo uma cópia do livro The Speaking Figure and the Automaton Chess Player, Exposed and Detected de Philip Thicknesse em sua biblioteca pessoal.

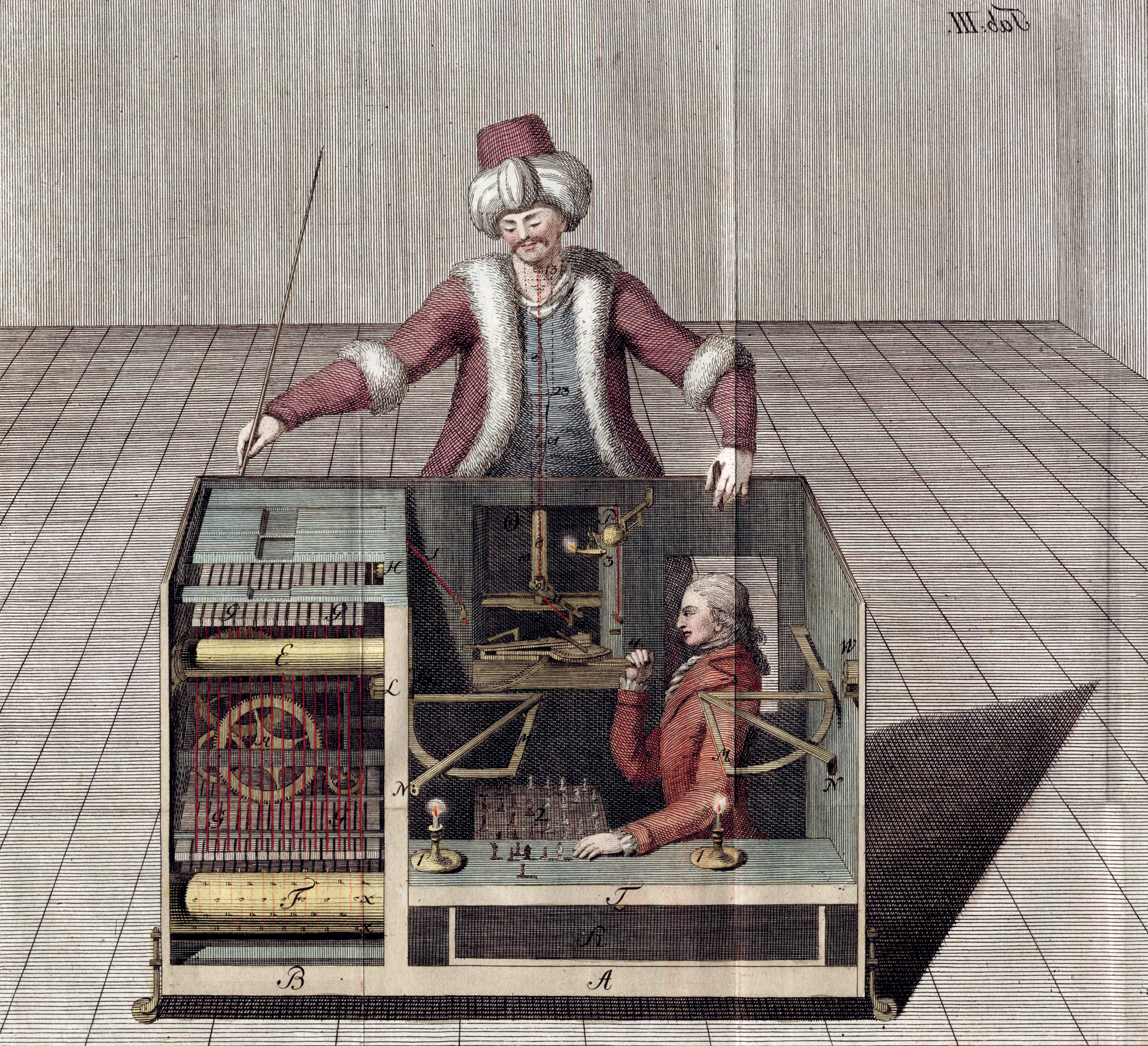
Uma seção transversal do Turco de Racknitz mostrando como ele imaginava que o operador se sentava dentro do gabinete e enfrentava seu oponente. Racknitz estava errado tanto quanto a posição do operador quanto das dimensões do autômato.

 Após a turnê de Paris, Kempelen moveu o Turco para Londres, onde foi exibido por cinco xelins. Thicknesse, conhecido na época como um cético, seguiu a máquina na tentativa de revelar suas engrenagens internas. Embora respeitasse Kempelen como um “homem muito talentoso”, ele afirmava que o Turco era um elaborado hoax com uma pequena criança dentro da máquina, descrevendo a máquina como "um complicado mecanismo de relógio … e nada mais, que um, de muitos outros dispositivos inventivos, para enganar e iludir o observador."
Após um ano em Londres, Kempelen e o Turco viajaram para Leipzig, parando em várias cidades européias pelo caminho. De Leipzig, foram para Dresden, onde Joseph Friedrich Freiherr von Racknitz observou o Turco e publicou suas observações no livro Ueber den Schachspieler des Herrn von Kempelen, nebst einer Abbildung und Beschreibung seiner Sprachmachine, junto com ilustrações demonstrando o que acreditava ser como a máquina funcionava. Kempelen foi então para Amsterdã onde havia dito ter aceitado o convite para se apresentar no palácio Sanssouci em Potsdam de Frederico, o Grande, Rei da Prússia. Frederico gostou tanto do Turco que pagou uma grande quantidade de dinheiro pelo segredo de funcionamento. Frederico nunca revelou o segredo, mas relatou desapontamento ao descobrir como a máquina funcionava. Esta história é quase certamente apócrifa pois não existem evidências do encontro do Turco com Frederico pois a primeira menção existente é do início do século XIX, na época quando também incorretamente alegavam que o Turco jogou uma partida contra Jorge III da Inglaterra. É mais provável que a máquina tenha permanecido inativa no palácio Schönbrunn por mais de duas décadas, embora Kempelen tenha tentando sem sucesso vendê-la no final de sua vida.

## Mälzel e o Turco
Após a morte de Kempelen, o Turco permaneceu inativo até algum tempo antes de 1808 quando o filho de Kempelen decidiu vendê-lo para Johann Nepomuk Mälzel, um músico da Baviera com interesse em várias máquinas e dispositivos. Mälzel, cujos sucessos incluíam a patente de um tipo de metrônomo, havia tentado comprar o Turco antes de Kempelen falecer. A primeira tentativa falhou, devido ao preço de vinte mil francos pedidos por Kempelen. Seu filho vendeu a máquina pela metade do valor para Mälzel.
Após adquirir a máquina, Mälzel teve que aprender seus segredos e fazer alguns reparos para colocá-lo em funcionamento. Ele explicou que seu objetivo era fazer a explicação do Turco um grande desafio. Enquanto a finalização deste objetivo levou dez anos, o Turco ainda fazia exibições sendo a mais notável contra Napoleão Bonaparte.
Em 1809, Napoleão chegou ao palácio Schönbrunn para enfrentar o Turco. De acordo com o relato de uma testemunha, Mälzel se responsabilizou pela construção da máquina enquanto preparando a partida, e o Turco (Johann Baptist Allgaier) bateu continência para Napoleão antes da partida. Os detalhes da partida foram publicados ao longo dos anos de inúmeras maneiras, muitas delas contraditórias. De acordo com Bradley Ewart, acredita-se que o Turco e Napoleão jogaram em tabuleiros diferentes. A mesa de Napoleão era numa área separada e ele não podia cruzar a área do Turco, com Mälzel realizando os movimentos de cada jogador e permitindo uma clara visão para os espectadores. Num movimento surpreendente, Napoleão começou jogando ao invés de permitir ao Turco realizar o primeiro movimento, conforme era usual, mas Mälzel permitiu que a partida continuasse. Pouco depois, Napoleão tentou um movimento ilegal. Após perceber, o Turco moveu a peça para o lugar original e continuou a jogar. Napoleão tentou novamente um movimento ilegal, e o Turco respondeu retirando a peça do tabuleiro e fazendo seu próprio movimento. Napoleão então realizou terceiro movimento, e o Turco respondeu varrendo o tabuleiro com seu braço e derrubando todas as peças. Napoleão ficou entretido, e então jogou uma segunda partida com a máquina, completando dezenove movimentos antes de inclinar seu Rei e se render. Versões alternativas da história incluem Napoleão ficando triste por ter perdido para a máquina, jogando novamente depois, jogando com um magneto no tabuleiro e a máquina com um véu em volta da cabeça e corpo na tentativa de obscurecer a visão do Turco.

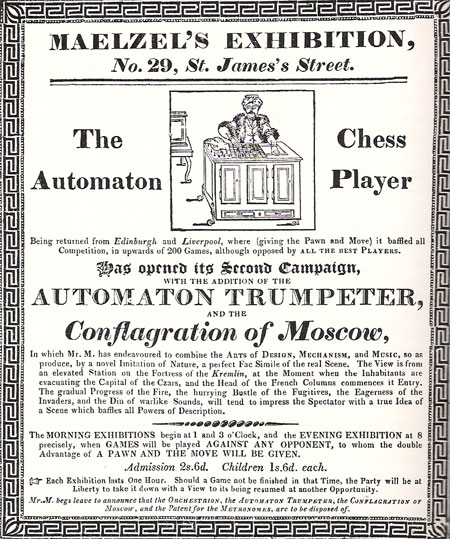
Um cartaz da exibição de Mälzel com o Turco em Londres

 Em 1811, Mälzel trouxe o Turco para Milão para uma exibição com Eugênio de Beauharnais, o Príncipe de Veneza e Vice-Rei da Itália. Beauharnais gostou tanto da máquina que se ofereceu para comprá-la de Mälzel. Após muitas barganhas, Beauharnais adquiriu o Turco por trinta mil francos – três vezes mais o que Mälzel havia pago – e o manteve por quatro anos. Em 1815, Mälzel retornou e pediu para comprar o Turco de volta, eventualmente conseguindo um acordo de pagar o valor de trinta mil francos de volta e lucros de exibições futuras na Europa apesar de não poder retirar o Turco do continente.
Após ter recomprado da máquina, Mälzel levou-a de volta para Paris onde se familiarizou com muitos dos principais jogadores do Café de la Régence. Mälzel permaneceu na França com a máquina até 1818 quando se mudou para Londres e manteve um número regular de exibições do Turco e muitas de suas outras máquinas. Em Londres, Mälzel e suas exibições receberam uma grande cobertura da imprensa, e continuou a aprimorar máquina, e por fim instalando uma caixa de voz para que a máquina pudesse dizer Echéc! quando deixando o oponente em xeque.
Em 1819 Mälzel levou o Turco para uma turnê pelo Reino Unido. Houve várias novas implementações no espetáculo tais como permitir o oponente a realizar o primeiro movimento e dar a vantagem do Peão do Bispo do Rei. Esta vantagem criou um interesse maior pelo Turco, e produziu o livro de W. J. Hunneman descrevendo estas partidas. Apesar desta vantagem, o Turco (operado por Mouret na época) terminou a turnê com quarenta e cinco vitórias, três derrotas e dois empates por afogamento.

## Mälzel nos Estados Unidos da América
Embora as exibições do Turco fossem rentáveis para Mälzel, ele se endividou e foi eventualmente processado por Beauharnais por descumprir o acordo firmado. Mälzel não conseguiu vender o Turco para pagar suas dívidas, ao invés disso o levou para os Estados Unidos com suas outras máquinas. Em 1826 ele abriu uma exposição na cidade de Nova Iorque que lentamente aumentou sua popularidade, aumentando histórias em jornais e ameaças anônimas de relevar o segredo da máquina. O problema de Mälzel era encontrar um operador adequado para a máquina, tendo treinado uma mulher desconhecida na França antes de vir para a América. Acabou por fim que chamou novamente o antigo operador, William Schlumberger, da Europa para trabalhar novamente assim que Mälzel conseguiu juntar o dinheiro pelo transporte de Schlumberger. Antes de sua chegada, Mälzel foi forçado a limitar a exibição da máquina a Finais devido a falta de habilidade do operador, o que desapontava o público.
Após a chegada de Schlumberger, o Turco estreou em Boston, disseminando uma história de que os jogadores de xadrez de Nova Iorque não eram capazes de disputar uma partida inteira e que os jogadores de Boston eram oponentes melhores. Esta estratégia foi um sucesso por muitas semanas, e a turnê foi para a Filadélfia por três meses. Após a Filadélfia, o Turco foi para Baltimore, onde ficou por alguns meses, incluindo perdendo uma partida para Charles Carroll, um dos signatários da declaração da independência. As exibições em Baltimore trouxeram a notícia de que dois irmãos haviam construído sua própria máquina, o Walker Chess-player. Mälzel via a máquina concorrente e tentou comprá-la, mas a oferta foi recusada e a duplicata fez sua própria turnê por vários anos, nunca recebendo a fama da máquina de Mälzel, e eventualmente caindo no anonimato.
Mälzel continuou suas exibições pelos Estados Unidos até 1828, quando tirou um período de férias e visitou a Europa, retornando em 1829. Ao longo da década de 1830, continuou a turnê pelos Estados Unidos, exibindo a máquina até o oeste do rio Mississipi e visitando o Canadá. Em Richmond, Virginia, o Turco foi observado por Edgar Allan Poe, que estava escrevendo para o Southern Literary Messenger. O ensaio de Poe Maelzel's Chess Player foi publicado em 1836 e é o mais famoso ensaio sobre o Turco, embora muitas das hipóteses de Poe fossem incorretas, tais como que a máquina sempre vencia, e o Turco perdia às vezes.
Mälzel então levou o Turco para Havana, Cuba onde Schlumberger faleceu vítima da febre amarela, deixando-o sem um operador para a máquina. Desanimado, levou o Turco de volta para a Filadélfia e depois fez uma segunda visita a Havana. Mälzel faleceu no mar em 1838 aos 66 anos durante sua viagem de volta, deixando suas máquinas com o capitão do navio.

## Anos finais e após

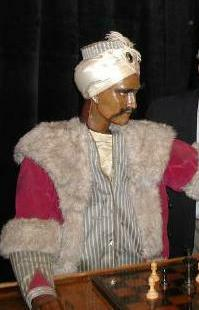
Reconstrução do Turco de John Gaughan

Após o retorno do navio onde Mälzel faleceu, suas máquinas incluindo o Turco caíram nas mãos de um homem de negócios chamado John Ohl, que era amigo de Mälzel. Ohl tentou leiloar o Turco, mas devido aos baixos lances acabou por comprar ele mesmo a máquina por $400. Somente quando o Doutor John Kearsley Mitchell da Filadélfia, médico pessoal de Edgar Allan Poe e admirador do Turco, a máquina mudou de proprietário novamente. Mitchell formou um clube de restauração e cuidou dos negócios de reparo do Turco para exibições públicas, completando a restauração em 1840.
Como o interesse pelo Turco se expandiu para além de sua localização, Mitchell e seu clube decidiram doar a máquina para o Museu chinês de Charles Willson Peale. Enquanto o Turco ocasionalmente realizava performances, foi eventualmente relegado aos cantos do museu e esquecido até dia 5 de julho de 1854, quando um incêndio no Teatro Nacional da Filadélfia alcançou o museu e destruiu o Turco. Mitchell acreditou ter ouvido "através das labaredas …as últimas palavras de nosso falecido amigo, o firme murmurro, de várias sílabas repetidas, echéc! echéc!!".
John Gaughan, um fabricante de equipamentos para mágicos de Los Angeles, gastou $120,000 dólares construindo sua própria versão da máquina de Kempelen durante um período de cinco anos até 1984. A máquina utiliza o tabuleiro original, que era guardado em separado do Turco e não foi destruído no incêndio. A primeira aparição pública do Turco de Gaughan foi em novembro de 1989 em uma conferência de mágicos. A máquina se apresentava de acordo com a original, com a exceção de que agora é controlada por um computador.

## Revelando os segredos
Enquanto muitos livros e artigos foram escritos durante o período de atividade do Turco sobre como funcionava, a maioria era imprecisa, desenhando inferências incorretas a partir de observações externas. Somente quando o Dr. Silas Mitchell escreveu uma série de artigos para a The Chess Monthly que o segredo foi revelado por completo. Mitchell, filho do último proprietário do Turco, John Kearsley Mitchell, escreveu que "no secret was ever kept as the Turk's has been. Guessed at, in part, many times, no one of the several explanations … ever solved this amusing puzzle." (nenhum segredo foi tão bem mantido quanto o do Turco tem sido. Palpites, em parte, muitas vezes, nenhuma das várias explicações …nunca resolveu este divertido quebra-cabeça). Como o Turco havia sido destruído no incêndio na época de sua publicação, Silas Mitchell achou que não havia mais razões para manter o segredo de funcionamento do Turco."
Em 1859 uma carta publicada no Philadelphia Sunday Dispatch por William F. Kummer, que trabalhou como um operador com John Mitchell, revelou outra parte do segredo: uma vela dentro do gabinete. Uma série de tubos do candelabro ao turbante do Turco para ventilação. A fumaça saindo do turbante seria disfarçada pela fumaça saindo dos candelabros na área onde a partida era realizada.
Mais tarde em 1859, um artigo sem créditos apareceu no Littell's Living Age alegava ser a história do Turco do mágico francês Jean Eugène Robert-Houdin. Este artigo foi publicado com erros desde as datas dos eventos até uma história de um oficial polonês cujas pernas foram amputadas, mas terminou sendo resgatado por Kempelen e contrabandeado de volta para a Rússia dentro da máquina.
Nenhum artigo novo sobre o Turco surgiu até 1899, quando a The American Chess Magazine publicou uma descrição da partida do Turco com Napoleão. A história era basicamente uma revisão de descrições anteriores, e nenhuma descrição substancial apareceria até 1947, quando a Chess Review publicou os artigos de Kenneth Harkness e Jack Straley Battell que resumiram uma abrangente história e descrição do Turco completa com novos diagramas que sintetizavam a informação de publicações anteriores. Outro artigo escrito em 1960 para a American Heritage por Ernest Wittenberg incluiu novos diagramas descrevendo como o operador ficava sentado dentro do gabinete.
Em 1945 a publicação A Short History of Chess de Henry A. Davidson deu um peso significativo para o ensaio de Poe que erroneamente sugeria que o jogador de xadrez sentado dentro da figura do Turco ao invés de um assento móvel dentro do gabinete. Um erro similar ocorreria no livro The Machine Plays Chess de Alex G. Bell (1978), que falsamente afirmava que "o operador era um garoto treinado (ou um pequeno adulto) que seguia as ordens de um jogador de xadrez que estava escondido em outro lugar no palco ou no teatro…"
Mais livros foram publicados sobre o Turco até o final do século XX. Junto com o livro de Bell, Charles Michael Carroll publicou o The Great Chess Automaton (1975) focado mais nos estudos do Turco. Bradley Ewart em Chess: Man vs. Machine (1980) discutiu o Turco assim como outros supostos autômatos jogadores de xadrez.
Somente após a criação do Deep Blue, uma tentativa da IBM de criar um computador que pudesse desafiar os melhores enxadristas, que o interesse pelo Turco aumentou novamente e mais dois livros foram publicados: Gerald M. Levitt publicou The Turk, Chess Automaton (2000), e Tom Standage's o The Turk: The Life and Times of the Famous Eighteenth-Century Chess-Playing Machine, publicado em 2002. O Turco foi usado como uma personificação de Deep Blue no documentário Game Over: Kasparov and the Machine.

## Cultura popular

### Imitações

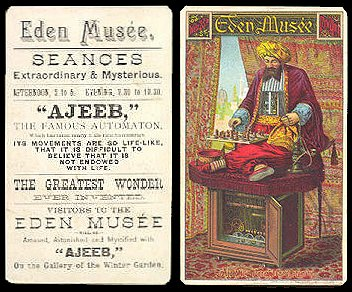
Um cartaz anunciando o Ajeeb, incluindo uma ilustração de se sua aparência. Ajeeb foi uma das imitações do Turco.

Devido a popularidade e mistério do Turco sua construção inspirou inúmeras invenções e imitações incluindo o Ajeeb, ou O Egípcio, uma imitação americana construída por Charles Hopper que o presidente dos Estados Unidos Grover Cleveland enfrentou em 1885, e Mephisto, o auto –intitulado "mais famoso" autômato, do qual pouco se conhece.
El Ajedrecista foi construído em 1912 por Leonardo Torres y Quevedo como um autômato jogador de xadrez e fez sua primeira exibição pública na exposição mundial de Paris de 1914. Era capaz de jogar finais usando eletroimãs e foi o primeiro autômato verdadeiro, e uma espécie de precursor do Deep Blue.

### Máquinas automatizadas
O Turco foi visitado em Londres pelo Rev. Edmund Cartwright em 1784, que ficou intrigado pela máquina e questionaria depois se "it is more difficult to construct a machine that shall weave than one which shall make all the variety of moves required in that complicated game" (É mais difícil construir uma máquina que deve tecer que um que fará toda a variedade de movimentos exigidos neste jogo complicado). Cartwright viria a patentear o protótipo da máquina de tear dentro de um ano. O inventor Sir Charles Wheatstone viu uma apresentação posterior do Turco quando este pertencia a Mälzel, e também algumas de suas máquinas falantes. Posteriormente Mälzel fez uma apresentação de suas máquinas para um pesquisador e seu filho adolescente. Alexander Graham Bell obteve uma cópia do livro de Kempelen sobre máquinas falantes após ter sido inspirado por uma máquina similar construída por Wheatstone; Bell foi o primeiro a patentear com sucesso o protótipo do telefone.

### Teatro
Uma peça, The Automaton Chess Player, foi apresentada na cidade de Nova Iorque em 1845. O cartaz de anúncio assim como o artigo que apareceu na The Illustrated London News, afirmava que a peça exibia o Turco de Kempelen mas era na verdade uma cópia criada por J. Walker, que havia apresentado anteriormente o Walker Chess player.

### Filmes e televisão
O filme mudo Le joueur d'échecs de Raymond Bernard (O enxadrista, França, 1927) une elementos da história real do Turco com um conto de aventura ambientado após a primeira partição da Polônia em 1772. No filme o "Barão von Kempelen" é um nobre de Vilnius que construiu um autômato como um hobby. Ele então ajuda um jovem nacionalista polonês, que também era um jogador de xadrez experiente, a fugir dos ocupantes russos ao escondê-lo dentro do autômato chamado o Turco, baseado no modelo real de Kempelen. Quando estavam quase escapando pela fronteira, o barão é intimado a ir até São Petersburgo para apresentar o Turco a imperatriz Catarina II da Rússia. Numa imitação do incidente com Napoleão, Catarina também tenta trapacear o Turco, que derruba todas as peças do tabuleiro em resposta.

### Literatura
O Turco também inspirou trabalhos na literatura de ficção científica. Em 1849, vários anos antes de o Turco ser destruído, Edgar Allan Poe publicou o conto Von Kempelen and His Discovery. A história Moxon's Master de Ambrose Bierce, publicada em 1909, é um conto mórbido sobre um autômato que se parece com o Turco. Em 1938, John Dickson Carr publicou o The Crooked Hinge , um mistério de estilo quarto trancado da série do detetive Dr. Gideon Fell. Entre os quebra-cabeças apresentados incluem um autômato operado de um modo que é inexplicável para os personagens. A história de ficção científica de Gene Wolfe The Marvellous Brass Chessplaying Automaton, também apresenta um dispositivo muito similar ao Turco e a história The Clockwork Horror de F. Gwynplaine MacIntyre em 2007 reconstrói o encontro original de Edgar Allan Poe com o autômato de Mälzel, e estabelece também precisamente onde e como este encontro aconteceu.

### Filosofia
Walter Benjamin mencionou O Turco na primeira tese das suas Teses Sobre a Filosofia na História (Über den Begriff der Geschichte), escrita em 1940: 
"Conhecemos a história de um autômato construído de tal modo que podia responder a cada lance de um jogador de xadrez com um contralance, que lhe assegurava a vitória. Um fantoche vestido à turca, com um narguilé na boca, sentava-se diante do tabuleiro, colocado numa grande mesa. Um sistema de espelhos criava a ilusão de que a mesa era totalmente visível, em todos os seus pormenores. Na realidade, um anão corcunda se escondia nela, um mestre no xadrez, que dirigia com cordéis a mão do fantoche. Podemos imaginar uma contrapartida filosófica desse mecanismo. O fantoche chamado ‘materialismo histórico’ ganhará sempre. Ele pode enfrentar qualquer desafio, desde que tome a seu serviço a teologia. Hoje, ela é reconhecidamente pequena e feia e não ousa mostrar-se."